# Giovanni Battista Ranghieri
Giovan Battista Ranghieri (1641) è stato uno scultore italiano.
Formatosi come scultore, la sua principale attività fu quella di realizzare altari impiegando marmi pregiati, sia basandosi su suoi disegni che di altri. I suoi lavori andarono ad adornare non solo le chiese della sua città natale, ma anche quelle di altre città, come Bologna e Ferrara. Per Bologna, in particolare, eseguì l'altare della chiesa del monastero del Corpus Domini e il maggiore per il santuario della Madonna di San Luca. A Verona eseguì l'altare maggiore per la chiesa di San Sebastiano, per la chiesa di San Nicolò all'Arena e quello nella cappella maggiore della chiesa di Santa Eufemia con un  sontuoso tabernacolo di suo disegno. Suoi sono anche due altari delle cappelle laterali della chiesa di Santa Maria in Organo, uno per la chiesa di San Tomaso Cantuariense, un altro per la chiesa di Santa Maria del Paradiso ed altri ancora. Non si conosce la data di morte, ma si sa che nel 1716 era ancora in vita.